# 다카하시 다카아쓰
다카하시 다카아쓰(高橋 隆篤, 1888년 ~ 1952년)는 일본의 육군 군인이다. 최종 계급은 육군 중장.
1928년 도쿄 대학 농학부를 졸업했다. 1933년 관동군 임시병마수용소 소장을 지냈다. 1935년 관동군 수의부장이 됐다. 1949년 하바롭스크 전범 재판에서 25년 강제노동형을 선고받았다. 1952년 뇌출혈로 사망했다.